# Han Min-koo
 (mars 2025).
Vous pouvez aider à l'améliorer ou bien discuter des problèmes sur sa page de discussion.
Dans ce nom coréen, le nom de famille, Han, précède le nom personnel.
Han Min-koo, né le 30 août 1953, est un militaire et homme politique sud-coréen, Ministre de la Défense nationale du 30 juin 2014 au 13 juillet 2017. Il a été chef du comité des chefs d'état-major interarmées de juillet 2010 à octobre 2011.

## Sources